# Xeic!
 (novembre 2019).
Xeic! est un groupe espagnol de ska et pop rock, originaire de Rasquera, en Catalogne.

## Histoire
Il est formé en 2008 à Rasquera (Tarragone) comme le successeur du groupe Kontrol Antidoping (2000-2007),,,.
En 2013 sort l'album Batecs, qui comprend la chanson Tornarem, en faveur de la langue catalane. Le clip vidéo de la chanson montre la participation de trente personnalités de la société civile catalane. En seulement quatre jours, Tornarem reçoit plus de 33 000 vues. L'album Som sort en 2015, publié sur la chaîne musicale Right Here Right Now, le morceau est enregistré aux studios La Casamurada avec Jesús Rovira, est ensuite mixé aux studios Donostia de Saint-Sébastien, et est finalement masterisé à Mastertips par Juan Rovira.
Les albums suivants sont La nit és nostra (2017), et La partida ha començat (2018).

## Discographie
- 2008 : Xeic!
- 2009 : Birla
- 2010 : Sirga
- 2013 : Batecs
- 2015 : Som
- 2017 : La nit és nostra
- 2018 : La partida ha començat